# Cofradía del Resucitado (Jaén)
La Cofradía del Señor Resucitado y María Santísima de la Victoria es una cofradía con sede canónica en la Basílica de San Ildefonso en la ciudad de Jaén (España). Realiza su salida procesional durante la Semana Santa jiennense, en la mañana del Domingo de Resurrección.

## Historia

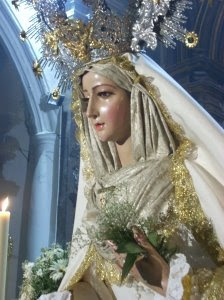
María Santísima de la Victoria

En el siglo XVIII convivieron en la ciudad dos procesiones del resucitado, las que organizaban la «Cofradía de la Transfixisión y Soledad de la Madre de Dios» y la «Cofradía del Santo Sepulcro y Resurrección de Nuestro Señor Jesucristo». Tras algunos pleitos se acordó un sistema de turnos por el cada cofradía realizaría su procesión los años pares, una, y los impares, la otra, manteniendo cada una sus propios recorridos y costumbres.
La actual cofradía fue creada por la Agrupación de Cofradías en 1952, pero no como cofradía sino como procesión que completaba el ciclo de Semana Santa. Primeramente procesionó el Sábado Santo hasta que pasó al Domingo de Resurrección. En 1955 se completó la procesión con una talla de la Virgen, bajo la advocación de Nuestra Señora de la Victoria, que sólo procesionó dos años. En 1982 un grupo de cofrades, con el beneplácito de la Agrupación de Cofradías, creó la Cofradía del Señor Resucitado, incorporando en 1984 la imagen de Nuestra Señora de la Victoria. En 2007, la titular mariana fue restaurada -e intervenida- por Mario Castellano Marchal. El 15 de junio de 2013, Año de la Fe, la cofradía participó en la Fides Sancti Regni con Jesús en su Gloriosa Resurrección.En el cortejo procesional del año 2022, la titular mariana estrenó su paso de palio. El próximo 4 de octubre de 2025, la imagen del Señor Resucitado participará en la Magna Procesión que se celebrará en la Capital del Santo Reino por el motivo del año jubilar.

### Cofrades honorarios
- Agrupación de Soldados Romanos de Jaén

## Iconografía
- Jesús en su Gloriosa Resurrección, obra de Rafael Rubio Vernia en 1951.
- María Santísima de la Victoria, obra de Alfredo Muñoz Arcos en 1955. Fue restaurada en 2007 por Mario Castellano Marchal.

## Sede
La sede canónica de la hermandad es la Sacra Iglesia parroquial Basílica de San Ildefonso.

## Patrimonio musical
- "Resurrexit, Sicut Dixit" (José Antonio Orta Román, 1990)
- "Madre y Reina de la Victoria" (Juan Rafael Vilchez Checa, 2010)
- "Victoria del Santo Reino" (Ignacio Borrego González, 2011)
- "Resurrección, flor de vida" (Christian Palomino Olías 2012)
- "El Reino de Dios" (Javier Cebrero y Christian Palomino Olías 2015)
- "La victoria de la vida" (Miguel García Bermúdez, 2020)
- "Azucena de Plata" (Francisco Javier Sandoval Madrid, 2023)

## Paso por la carrera oficial
| Predecesor: Congregación del Santo Sepulcro (Viernes Santo) | Orden de entrada en la carrera oficial (Domingo de Resurrección) 1.er lugar | Sucesor: Ninguno |